# Typhlodromus kiso
Typhlodromus kiso är en spindeldjursart som beskrevs av Ehara 1972. Typhlodromus kiso ingår i släktet Typhlodromus och familjen Phytoseiidae. Inga underarter finns listade i Catalogue of Life.